# Illia Kaznadzeï
Illia Iharavitch Kaznadzeï - en biélorussie : Ілля Ігаравіч Казнадзей - ou Ilia Igorevitch  Kaznadeï - en russe : Илья Игоревич Казнадей et en anglais : Ilya Kaznadey - (né le 22 juin 1989 à Minsk en République socialiste soviétique de Biélorussie) est un joueur professionnel biélorusse de hockey sur glace. Il évolue au poste de défenseur.

## Biographie

### Carrière internationale
Il représente la Biélorussie au niveau international.